# 斑點擬短棘海魴
斑點擬短棘海魴（学名：Pseudocyttus maculatus）為輻鰭魚綱海魴目高的鯛科的其中一種，分布於南半球23°S-67°S海域，屬深海魚類，棲息深度400-1500公尺，雌魚體為褐色，魚鰭深色，稚魚體為銀色，體側具有黑色斑點，背鰭硬棘6-8枚、背鰭軟條33-36枚，臀鰭硬棘2-3枚、臀鰭軟條31-34枚，體長可達68公分，棲息在大陸坡，屬肉食性，可作為食用魚。
其种加词“maculatus”意为“有斑点、斑块、斑纹的”。